# كارل ر. كيمبل
كارل ر. كيمبل (بالإنجليزية: Carl R. Kimball)‏ هو سياسي أمريكي، ولد في 3 يوليو 1876 في ماديسون في الولايات المتحدة، وتوفي بنفس المكان في 3 يونيو 1965. حزبياً، نشط في الحزب الجمهوري.